# Веровка (Херсонская область)
Веровка (укр. Вірівка) — село в Тягинской сельской общине Бериславского района Херсонской области Украины.
Почтовый индекс — 74333. Телефонный код — 5546. Код КОАТУУ — 6520685502.

## Население
Население по переписи 2001 года составляло 495 человек.

### Языковой состав
Родной язык населения по данным переписи 2001 года:
| Язык       | Численность, чел. | Доля     |
| ---------- | ----------------- | -------- |
| Украинский | 464               | 93,74 %  |
| Русский    | 21                | 4,24 %   |
| Молдавский | 6                 | 1,22 %   |
| Другое     | 4                 | 0,80 %   |
| Итого      | 495               | 100,00 % |

## Местный совет
74332, Херсонская обл., Бериславский р-н, с. Ольговка, ул. Мира, 10а